# Главы Хабада
Главы Хабада (любавичские ребе) — лидеры любавичского хасидизма, ребе:
1. Алтер Ребе (1745—1813) — основатель Хабада
2. Мителер Ребе (1773—1827) — сделал в 1813 году Любавичи своей резиденцией.
3. Цемах-Цедек (1789—1866) — достиг примирения с митнагдим
4. Шмуэль Шнеерсон (1834—1882)
5. Шолом-Дов-Бер (1860—1920) — резко выступил против сионизма и создал центр Хабада в Хевроне
6. Йосеф Ицхок Шнеерсон (1880—1950) — создал центр Хабада в Бруклине (США)
7. Менахем Мендл Шнеерсон (1902—1994)